# Magogo kaDinuzulu
Constance Magogo Sibilile Mantithi Ngangezinye kaDinuzulu (née en 1900 et morte en novembre 1984) est une princesse et artiste zoulou, fille du roi Dinuzulu kaCetshwayo, sœur du roi Solomon kaDinuzulu, et mère de Mangosuthu Buthelezi, chef du Parti Inkatha de la liberté.
En tant que musicienne, elle a eu une contribution significative pour la pérennisation et le développement de la musique traditionnelle zoulou, apportant également ses propres créations.

## Biographie
Fille du roi zoulou, Dinuzulu kaCetshwayo (1868-1913) et de la reine Silomo, Magogo kaDinuzulu est née en 1900 dans une résidence royale à Nongoma.
Elle est la sœur de Solomon kaDinuzulu,, né en 1891 sur l'île de Sainte-Hélène où leur père avait été exilé de 1890 à 1897 pour conspiration contre le gouvernement britannique.
Son frère devient roi à la mort de son père en 1913.
En 1926, Magogo kaDinuzulu renonce à un mariage avec l'homme qu'elle espérait épouser pour s'unir avec le chef Mathole Buthelezi, à la demande de son frère le roi, afin de renforcer ainsi les alliances autour de la famille royale,. Elle se consacre dès lors beaucoup à la culture zoulou et en particulier à la musique. Dans sa jeunesse, elle avait appris par cœur de ses grands-mères, les veuves du roi Cetshwayo kaMpande, et des épouses de son père, un répertoire musical qui remontait jusqu'au XVIIIe siècle, comprenant des airs populaires et des airs de cérémonies et de cour, y compris des chants traditionnellement réservés aux hommes.
Elle se révèle être une artiste prodigieuse, avec une gamme vocale de trois octaves, qui s'accompagne souvent elle-même d’instruments à cordes traditionnels, ugubhu, isithontolo, etc., ou de tambours. Elle compose également des mélodies et forme de nombreux jeunes chanteurs. Par ailleurs, elle acquiert la maîtrise d'instruments d'origine européenne et compose, en plus de son répertoire habituel, quelques hymnes chrétiens.
À partir de 1939, l'ethnomusicologue britannique Hugh Tracey l'enregistre lors de rencontres et d'apparitions en public.
Dans les années 1950, sa musique est jouée et diffusée par la South African Broadcasting Corporation (SABC), et par la radio de l'Allemagne de l'Ouest, la Westdeutscher Rundfunk. Un autre musicologue et linguiste sud-africain, David Rycroft (1924-1997), procède également à des enregistrements dans les années 1960.
Par ailleurs, tout en restant relativement en retrait de la vie politique, Magogo kaDinuzulu participe activement, avec la princesse Irene Audrey Thandekile Mzila (épouse de son fils Mangosuthu Buthelezi), notamment durant les années 1950 à la campagne des femmes sud-africaines contre les lois sur les passeports intérieurs,.
Magogo kaDinuzulu meurt le 21 novembre 1984 à l’hôpital de Durban des suites d'une longue maladie,. En décembre 2003, elle reçoit à titre posthume la médaille d’or de l'Ordre national sud-africain d'Ikhamanga, pour une contribution exceptionnelle à la préservation et au développement de la musique traditionnelle en Afrique du Sud.